# غوستاف ميركل
غوستاف ميركل (بالألمانية: Gustav Adolf Merkel)‏ هو ملحن ألماني، ولد في 12 نوفمبر 1827 في Oderwitz ‏ في ألمانيا، وتوفي في 30 أكتوبر 1885 في درسدن في ألمانيا.

## وصلات خارجية
- غوستاف ميركل على موقع ميوزك برينز (الإنجليزية)
- غوستاف ميركل على موقع ديسكوغز (الإنجليزية)